# Pourbaix-Diagramm

Pourbaix-Diagramm für Eisen

Pourbaix-Diagramme (auch Potential-pH-Diagramme; entwickelt 1938 von Marcel Pourbaix) stellen die Bereiche der thermodynamischen Stabilität bei Metall-Elektrolyt-Systemen graphisch dar und werden verwendet, um vorauszusagen, ob ein Metall korrodieren könnte oder nicht.

## Beschreibung
Ein kartesisches Koordinatensystem wird verwendet, wobei auf der Abszisse der pH-Wert steht und auf der Ordinate das Normalpotential, welches mit Hilfe der Nernst-Gleichung ermittelt wurde. Üblicherweise werden die Diagramme für eine Temperatur von 25 °C und eine Stoffmengenkonzentration von 1 mol/l erstellt.
Man unterscheidet drei Bereiche:
- den Korrosionsbereich mit einem Anteil gelöster Metallionen > 10−6 mol/l
- den Passivitätsbereich mit vorrangiger Bildung von Oxiden und/oder Hydroxiden, welche bei hoher Haftfestigkeit vor weiteren Korrosionen schützen können. Allerdings lässt sich in einem Pourbaix-Diagramm nicht ablesen, wie stark die Haftfestigkeit ausgeprägt ist. Des Weiteren lässt sich die Korrosionsgeschwindigkeit nicht abschätzen.[1] Daher wird von einigen Wissenschaftlern der praktische Nutzen dieser Diagramme in Frage gestellt.[2]
- den Immunitätsbereich mit einem Anteil gelöster Metallionen < 10−6 mol/l.